# Christiaan de Wet
Christiaan Rudolf de Wet (7 de outubro de 1854 - 3 de fevereiro de 1922) foi um político sul-africano e general bôer na Guerra dos Bôeres.
Ele nasceu em Leeuwkop, distrito de Smithfield (Estado Livre de Orange), e residiu mais tarde em Dewetsdorp. Serviu como oficial do governo local na Primeira Guerra dos Bôeres e em 1897 tornou-se membro do parlamento de Transvaal (Volksraad).
Em 1899, participou como comandante das primeiras batalhas da Guerra dos Boers em Natal e em seguida, serviu como general sob o comando de Piet Cronje no oeste.